# Don Lind
Don Leslie Lind (Midvale, 18 maggio 1930 – Logan, 30 agosto 2022) è stato un astronauta statunitense.
Ha prima frequentato la Midvale Elementary School per finire la sua istruzione secondaria presso la Jordan High School di Sandy sempre in Utah. Sposato con Kathleen Maughan, nativa di Logan in Utah, era padre di sette figli. Spendeva la maggior parte del suo tempo libero dedicandosi alla recita teatrale amatoriale e alla pittura, oltre ai suoi sport preferiti: il nuoto e lo sci alpino.

## Educazione
Lind conseguì nel 1953 il titolo di bachelor in fisica presso l'Università dell'Utah ottenendo il massimo dei voti con lode. Nel 1964 seguì la laurea in fisica nucleare, conferita dall'Università della California di Berkeley. Negli Stati Uniti d'America tale laurea viene conferita con il titolo di dottore di filosofia (Ph.D.). Si è dedicato alla ricerca relativa all'interazione delle particelle di alta energia, svolgendo tali esperimenti presso l'apposito laboratorio della predetta Università il Lawrence Berkeley National Laboratory. Negli anni 1975 al 1976 svolse i suoi studi di post laurea presso l'Istituto geofisico dell'Università dell'Alaska.
Lind è pluridecorato di onorificenze nazionali ed internazionali sia nel campo militare che in campo civile. È membro di influenti associazioni americane.

## Marina
Lind fece carriera militare presso la marina militare americana - U.S. Navy. Per quattro anni ha prestato servizio attivo a San Diego in California e successivamente a bordo della portaerei USS Hancock. In questo periodo ha raggiunto oltre 4.500 ore di volo di cui ben 4.000 su aree jet. Aveva ottenuto l'abilitazione da pilota (le sue wings) nel 1957.

## NASA
A partire dal 1964 Lind collaborò presso il Goddard Space Flight Center della NASA nel ruolo di fisico dello spazio. Collaborò allo sviluppo di esperimenti per analizzare e determinare la natura, le proprietà e le caratteristiche di particelle di bassa energia presenti all'interno del campo geomagnetico terrestre e nello spazio interplanetario.

## Lind nello spazio
Il dott. Lind fece parte del quinto gruppo degli astronauti selezionato dalla NASA ad aprile del 1966. A causa del numero dei suoi componenti tale scelta è nota come gruppo degli "Original Nineteen" (gli originali diciannove).
Seguendo il principio di ruotazione in atto alla NASA avrebbe probabilmente fatto parte dell'equipaggio per la missione dell'Apollo 21, la quale fu comunque cancellata il 4 gennaio 1970. Fece dunque parte dell'equipaggio di riserva della seconda e terza (la quale contemporaneamente fu l'ultima) missione equipaggiata della stazione spaziale americana Skylab, cioè le missioni Skylab 3 e Skylab 4 assumendo il ruolo di pilota del modulo di comando. Inoltre venne nominato membro dell'equipaggio per un eventuale volo di soccorso. Tale missione, sviluppata concretamente durante una situazione di pericolo intercorsa durante Skylab 3 e chiamata Skylab Rescue, venne programmata per recuperare l'equipaggio della stazione spaziale in caso di qualsiasi malfunzionamento della capsula spaziale dell'Apollo che non avrebbe consentito un rientro a terra mediante l'uso della stessa. Per questo motivo, un'ulteriore capsula dell'Apollo venne modificata in una maniera tale da consentire lo spazio non per i soliti tre astronauti, bensì per un equipaggio composto da cinque membri. Due componenti dell'equipaggio di riserva, cioè per l'appunto Lind ed il comandante di riserva Vance Brand sarebbero volati con questa capsula spaziale Apollo modificata verso lo Skylab per agganciarsi al secondo congegno d'attacco presente sulla stazione spaziale. Così i tre astronauti avrebbero potuto lasciare il laboratorio spaziale e far ritorno verso la Terra. A seconda del momento della situazione d'emergenza, si considerava un periodo di preparazione dell'eventuale missione di soccorso da un minimo di 10 giorni entro il limite massimo di 45 giorni. Fortunatamente non dovette mai essere eseguita una tale missione come non vennero eseguiti lanci della capsula modificata a fini di collaudo. Successivamente entro a far parte del gruppo per lo sviluppo delle operazioni di missione dell'ufficio degli astronauti, diventando responsabile per lo sviluppo dei carichi di bordo da trasportare durante i primi voli in di collaudo in orbita dello Space Shuttle. Dovette comunque attendere fino ad aprile del 1985 per volare per la prima volta nello spazio. Venne infatti nominato specialista di missione per il volo STS-51-B (svoltosi dal 29 aprile al 6 maggio 1985) raggiungendo più di 168 ore di volo nello spazio. Lind dovette attendere il più a lungo di tutti gli americani volati nello spazio prima di vivere quest'esperienza, cioè ben 19 anni dalla sua selezione. Neanche Deke Slayton, astronauta del primo gruppo selezionato ancora per il programma Mercury e a lungo dichiarato inidoneo al volo per motivi di salute, dovette attendere così a lungo, potendo infatti volare dopo "soli" 16 anni di attesa il programma test Apollo-Sojuz. Inoltre 16 degli "Original Nineteen", come pure 14 astronauti selezionati con gruppi successivi erano volati nello spazio prima di lui.
Lind lasciò la NASA nel 1986.

## La missione Spacelab-3
STS-51B, la missione scientifica dello Spacelab-3, venne lanciata dal Kennedy Space Center in Florida il 29 aprile 1985. Si trattò della prima missione pienamente operativa dello Spacelab. L'equipaggio composto da sette membri condusse una serie di esperimenti riferentesi particolarmente alla fisica dello spazio e delle reazioni fisiche all'assenza di forza di gravità su animali (due scimmie e 24 roditori infatti completarono l'equipaggio).
Il dott. Lind ebbe l'incarico di condurre un esperimento dallo stesso sviluppato mediante il quale si riuscì a girare una videoregistrazione tridimensionale dell'aurora terrestre, fino allora mai riuscita. La missione dell'orbiter Challenger atterrò il 6 maggio 1985 presso la Edwards Air Force Base in California. Completò 110 orbite terrestri su di una traiettoria di 411 chilometri di altezza.

## Servizio ecclesiastico nel mormonismo
Oltre al suo lavoro da astronauta, Lind è stato attivamente impegnato nella Chiesa di Gesù Cristo dei Santi degli Ultimi Giorni. Mentre lavorava a Cache Valley quale professore della Utah State University, svolse contemporaneamente il ruolo di vescovo della locale congregazione. Successivamente, servì insieme con sua moglie come missionario e presidente del tempio mormone di Portland in Oregon.